# Flockspegelduva
Flockspegelduva (Phaps histrionica) är en fågel i familjen duvor inom ordningen duvfåglar.

## Utbredning och systematik
Fågeln förekommer från nordvästra Australien till västra Queensland och nordvästra New South Wales. Den behandlas som monotypisk, det vill säga att den inte delas in i några underarter.

## Status
IUCN kategoriserar arten som livskraftig.